# اریک جان آنونبی
اریک جان آنونبی (زاده ۱۹۷۵ میلادی در وینیپگ، کانادا) زبان‌شناس، استاد دانشگاه کارلتون کانادا، بنیان‌گذار و مدیر پروژه اطلس زبان‌های ایران است. پژوهش‌های آنونبی بیشتر در حوزه واج‌شناسی، مستندسازی زبانی، تهیه نقشه‌های زبانی، نقشه‌نگاری انتقادی، زبان‌های ایرانی، زبان‌های سامی، زبان‌های ترکی و زبان‌های نیجر-کنگو است.
آنونبی طراح الگوی چندبعدیِ دسته‌بندی زبان‌هاست. در این الگو، رابطه میان زبان‌ها از نظر تبارشناختی، ساختاری‌ـرده‌شناختی و اجتماعی از هم متمایز می‌شوند و ارتباطشان در قالبِ شبکه‌ای ترکیبی، نشان داده می‌شود. او افزون بر نگارش چند جلد کتاب، مقاله‌های فراوانی در نشریه‌های معتبر بین‌المللی از جمله سایِنس و مطالعات ایرانیِ انتشارات کمبریج به چاپ رسانده است. آنونبی با همکاری آدام استون، الگوی نوینی برای رده‌شناسیِ ارزیابی و تحلیل نقشه‌های زبانی معرفی کرده است. وی در سال ۲۰۱۶ به بنیاد الکساندر فان هومبولت آلمان پیوست و در سال ۲۰۲۱، به کالج پژوهشگران، هنرمندان و دانشمندان متأخر انجمن سلطنتی کانادا راه پیدا کرد.

## گزیده مقالات
طاهری اردلی، مرتضی، اریک آنونبی و همکاران. ۱۴۰۰. اطلس برخط زبان‌های ایران: طراحی،
روش‌شناسی و نتایج اولیه. جستارهای زبانی ۲:۱۲، 231-291. https://lrr.modares.ac.ir/article-14-33460-fa.html
Talebi-Dastenaei, Mahnaz, Hamideh Poshtvan and Erik Anonby. 2023. Two Raji dialects converge with Persian: Contrasting responses to contact influence. Iranian studies 56, 1-
27. https://doi.org/10.1017/irn.2023.29.
Heggarty, Paul, Cormac Anderson, Matthew Scarborough, Benedict King, Remco Bouckaert, …
Erik Anonby, …, et al. 2023. Language trees with sampled ancestors support a hybrid origin of
the Indo-European language family. Science 381:6656, eabg0818, 1-12.
https://www.science.org/doi/full/10.1126/science.abg0818.
Leitner, Bettina, Erik Anonby, Mortaza Taheri-Ardali and Dina El Zarka. 2021. A first description
of Arabic on the south coast of Iran: The Arabic dialect of Bandar Moqām, Hormozgan. Journal
of Semitic studies 66:1, 215-61. https://doi.org/10.1093/jss/fgaa040.
Anonby, Erik. 2020. Emphatic consonants beyond Arabic: The emergence and proliferation of
uvular-pharyngeal emphasis in Kumzari. Linguistics 58:1, 275-328.https://www.degruyter.com/document/doi/10.1515/ling-2019-0039/html
2019-0039.
Anonby, Erik, Mortaza Taheri-Ardali and Amos Hayes. 2019. The Atlas of the Languages of Iran
(ALI): A research overview. Iranian studies 52:1/2, 199-230.
https://doi.org/10.1080/00210862.2019.1573135.
Aliakbari, Mohammad, Mojtaba Gheitasi and Erik Anonby. 2014. On language distribution in
Ilam Province, Iran. Iranian studies 48:6, 835-50.
https://doi.org/10.1080/00210862.2014.913423.
Anonby, Erik. 2011. Illustrations of the IPA: Kumzari. Journal of the International Phonetic
Association 41:3, 375-80. https://doi.org/10.1017/S0025100311000314.
Anonby, Erik. 2006. Bāhendayal: Bird classification in Luri. Journal of ethnobiology 26:1, 1-35.
https://doi.org/10.2993/0278-0771_2006_26_1_bbcisl_2.0.co_2.